# 尼古拉耶夫装甲厂
尼古拉耶夫装甲厂（羅馬化：Derzhavne Pidpryyemstvo Mykolayivs'kyy bronetankovyy zavod, TOV MBTZ，直译：尼古拉耶夫装甲厂有限责任公司，通常简称MBTZ）—乌克兰装甲坦克行业的国营企业，位于尼古拉耶夫。公司从事装甲车和坦克的诊断、维修、保养、翻修和现代化改造。

## 公司历史

### 1948年后
1948年5月，根据敖德萨军区司令的命令，在尼古拉耶夫建立了坦克修理厂。
1966年3月4日，车间改建为苏联国防部第346装甲修理厂。

### 乌克兰独立后
乌克兰宣布独立后，第346装甲修理厂转隶乌克兰国防部，并更名为国营企业“尼古拉耶夫机械修理厂”。
1999年，工厂开发了BRDM-2的现代化版本—BRDM-2LD，配备乌克兰制造的SMD-21-08柴油发动机。
2000年，工厂参与了BTR-70的现代化型号—BTR-70M的开发和生产，其配备UTD-20柴油发动机。
2005年，根据波兰的订单，工厂开始将匈牙利供应的一批BTR-80装甲输送车升级为供伊拉克军队使用的BTR-80UP。在装甲输送车上安装了额外的防护装置，安装了新的柴油发动机，并拆除了喷水推进系统（前三辆BTR-80UP-R已于2006年交付给伊拉克）。
2007-2008年，公司开发了BTR-70的另一个现代化版本——配备依维柯Tector柴油发动机的BTR-70Di（后来称为BTR-7）。此外，2008年，公司开始在BTR-70底盘上制造装甲医疗车（后来称为BMM-70）。
2008年，公司有能力：
- 对BRDM-2、BTR-60PB、BTR-70、BTR-80进行现代化改造[5]
- 生产基于BTR-70的装甲医疗车[5]
- 生产用于BMP-1、BMP-2、T-72和BRDM-2的散热器[5]
- 生产[]BTR-60]]、BTR-70、BTR-80装甲输送车、BRDM-2装甲车和BMP-1步兵战车的备件和橡胶制品[5]
- 对BRDM-2、BTR-60PB、BTR-70和BTR-80进行翻修；发电机KamAZ-7403、GAZ-24、GAZ-52、GAZ-53、GAZ-66[5]
- 对各类发动机的曲轴进行磨削[5]

公司掌握了因古尔武器站（与KhKBM开发的暴风遥控武器系统类似）的制造。
2010年12月企业集团乌克兰国防工业成立后，根据乌克兰政府2011年1月19日第53号决议，公司被纳入企业范围。2012年，尼古拉耶夫机械修理厂更名为尼古拉耶夫装甲厂。
2011-2013年，由于订单不足，公司几乎没有开工。
- 仅2012年4月17日，工厂就从乌克兰国防部收到了760万格里夫纳，用于为乌克兰武装部队翻修17辆BTR-80[12]（2012年5月30日翻修了其中6辆）其中1辆被调往第8集团军侦察营，[13]其余5辆于2012年6月底被调往乌克兰海军步兵第1独立营[14]）。
- 此外，2012年，9辆BTR-80UP-KR和2辆BTR-80UP-R交付给伊拉克。[15]

2013年12月，国家金融监察局对公司进行检查后发现，公司从私营公司科技进出口公司购买了20辆BRDM装甲侦察巡逻车（之前由该工厂出售给同一家公司），其中18辆车的部件被拆除，总成本为63.4万格里夫纳（即该公司遭受了这些金额的损失）。此外，审计还发现该厂维修基金中的备件短缺总金额为56.95万格里夫纳。

### 2014年2月22日后
2014年3月，公司参与履行乌克兰武装部队装甲车翻修的军工订单。乌克兰东部顿巴斯战争爆发后，2014年4月19日，公司首次增加工人数量，为乌克兰独立23年来首次。

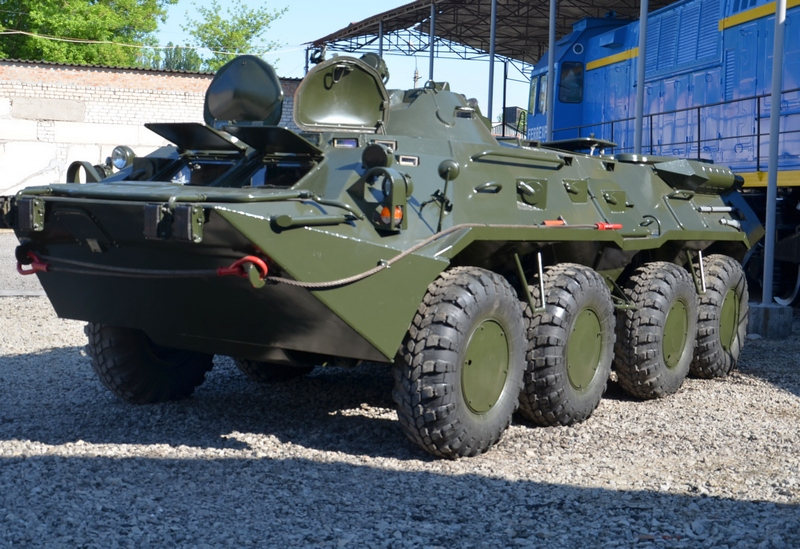
翻修后的BTR-80

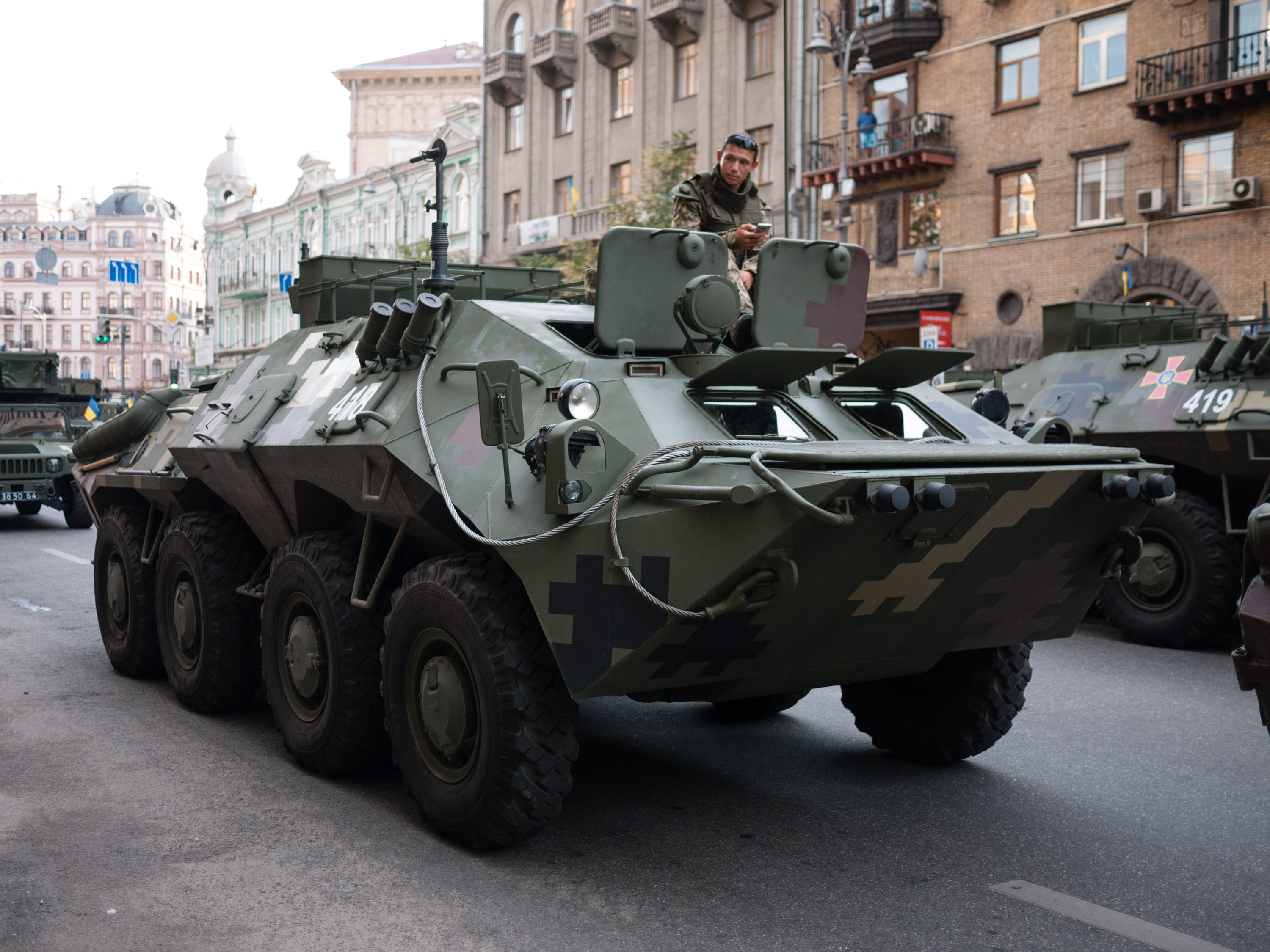
公司生产的指挥和参谋车BTR-70DI-02，2018年。

- 2014年春天，公司开始为乌克兰国家边防局翻修20辆BTR-80（2014年4月19日，首批10辆装甲输送车加装了间隔装甲（英语：Spaced armour），交付国家边防部队；[11]
- 2014年5月20日，公司又完成了两辆装甲输送车的修理（一辆BTR-80供第79旅（英语：79th Air Assault Brigade (Ukraine)）使用，一辆BTR-70供乌克兰国民警卫队使用）；[17]
- 2014年6月，公司制造并向亚速黑海地区国家边防局移交了一个由BRDM-2改造的移动检查站[18]
- 2014年9月18日，公司向国家边防局移交了10辆修复后的BTR-70。[19][20]

2014年11月，乌克兰国防工业从乌克兰国防部收到1.0575亿格里夫纳用于军事装备的翻修的经费，其中4439万格里夫纳转至工厂用于BTR-80装甲运兵车的维修。2014年12月16日，公司宣布又收到2794万格里夫纳用于BTR-70的维修。
2014年12月29日，工厂开始生产BRDM-2DI。
2015年3月23日，公司推出了BTR-70Di-02指挥参谋车的更新版本（具有增强的装甲防护），2015年3月26日移交给部队，但由于企业管理层的行动，军事命令的进一步执行受到干扰，公司将从乌克兰国防工业收到的资金存入基辅鲁斯商业银行（结果，5913万格里夫纳中的2642万在银行被宣布破产后被冻结在银行的存款账户中）。
2015年4月3日，公司向第79空降突击旅移交了12辆经过翻修的装甲输送车（10辆BTR-80和2辆BTR-70）。

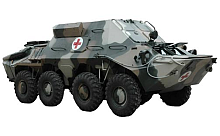
BMM-70方舟装甲医疗车，2014年

2015年12月9日，公司向部队移交一批翻修后的BRDM-2。
2017年8月23日，在基辅的一次展览上，公司展示了BRDM-2的现代化版本BRDM-2L1，其在射击、座椅上游提升，增加了步兵舱口，新的广播电台Libid-2RB”和无内胎轮胎KI-113。
2019年3月24日，公司向部队移交了10辆现代化的BRDM-2L1。
2014年初至2019年7月26日期间，公司对400多辆装甲车进行了现代化改造和翻修。
2020年4月16日，公司向部队移交8辆现代化的BRDM-2L1。